# 岡康道
岡 康道（おか やすみち、1956年（昭和31年）8月15日 - 2020年（令和2年）7月31日）は、日本のクリエイティブ・ディレクター、CMプランナー。TUGBOAT代表。

## 略歴
- 1956年（昭和31年） - 佐賀県川副町（現在の佐賀市）に生まれる
- 1975年（昭和50年） - 東京都立小石川高等学校卒業[1]。コラムニストの小田嶋隆と同校の同級生[2][1]。
- 1980年（昭和55年） - 早稲田大学法学部卒業、電通に営業として入社
- 1985年（昭和60年） - クリエイティブ局に異動、CMの企画・制作に携わる
- 1987年（昭和62年） - TCC（東京コピーライターズクラブ）新人賞受賞[3]
- 1989年（平成元年）7月 - 電通賞テレビ部門受賞
- 1999年（平成11年）7月 - 電通から独立。川口清勝、多田琢、麻生哲朗各氏とともに日本初のクリエイティブエージェンシーである広告制作専門の「TUGBOAT（タグボート）」を設立[1]。社名には、誤った方向に進む巨船の針路を正したいという思いが込められており、「広告業界の構造改革」を目標にしている[4]。
- 2020年（令和2年）7月31日 - 多臓器不全のため死去[5][6]。63歳没。

## 人物
- 仕事では背広しか着ない[4]。
- 電通時代、コピーライターの仲畑貴志から全国制覇の練習として信長の野望をプレゼントされるが、一つの城も落とせなかった[7]。
- 営業局からクリエイティブ局に転籍したとき、隣の席が佐藤雅彦 (メディアクリエーター)だった。「自分の企画はまったく通らず、間近で天才のすごさを見せつけられる日々が2年ほど続いた」とし、週に1冊の本を読み、1本の映画を観て、年間50冊と50本を超えることを自分に課して続けたと語っている。50冊50本はその後20数年続けられた[8]。
- タッチフットボールの社会人チーム「東京リベンジャーズ」の主将で[9]、6度の全国大会優勝、2回のMVPを獲得している。
- WiLL (雑誌)（Hanadaへ移動）で連載随筆「すべてはいつか、笑うため」を担当していた。

## 主な作品

### TVCM
- 「その先の日本へ」（JR東日本）
- 「湯川専務」（セガ）
- 「アミノサプリ」（キリンビバレッジ）
- 「カードの切り方が人生だ」（ライフカード）
- 「DoCoMo2.0キャンペーン」（NTTドコモ）
- ふるさと納税サイトさとふる（株式会社さとふる）
- 日本生命、野村證券、キリン、明治、ピザーラ、KOSE、TOYOTA、東急リバブル、東洋水産、ENEOSでんき、メルカリなど多数。

### 著書
- 『岡康道の仕事と周辺』（1997年9月、六耀社）
- 『CM』（2005年5月、宣伝会議）
- 『ブランド』（2002年11月、宣伝会議）
- 『ブランドII』（2004年5月、宣伝会議）
- 『すべてはいつか、笑うため』（2005年〜2020年、WiLL / 飛鳥新社）
- 『人生2割がちょうどいい』小田嶋隆共著（2009年5月、講談社）
- 『ガラパゴスでいいじゃない　人生2割がちょうどいい part 2』小田嶋隆共著（2010年8月、講談社）
- 『坂の記憶』麻生哲朗共著（2013年11月、スペースシャワーネットワーク）
- 『夏の果て』（2013年9月、小学館 / 2016年7月、小学館文庫）
- 『人生の諸問題五十路越え』小田嶋隆、清野由美共著（2019年7月、日経BP）
- 『広告と超私的スポーツ噺』（2020年4月、玄光社）

## 受賞歴
- クリエイター・オブ・ザ・イヤー
- ADC賞
- TCC最高賞
- ACC金賞

ほか多数受賞